# Makea Karika Ariki
La dynastie des Makea Karika Ariki est avec celles des Makea Nui Ariki et  des Makea Vakatini Ariki, l'une des trois lignées d’Ariki  de la tribu (vaka) de Teauotonga à Rarotonga (îles Cook). Elle fut fondée au milieu du XVIIIe siècle après que Makea Te Patua Kino eut décidé de conférer un titre d’Ariki aux aînés de ses trois épouses. L’aîné, Makea Pini obtint celui de Makea Nui Ariki, le second Makea Keu, celui de Makea Karika, le dernier Makea Vakatini I, celui de Makea Vakatini Ariki.

## Succession au titre

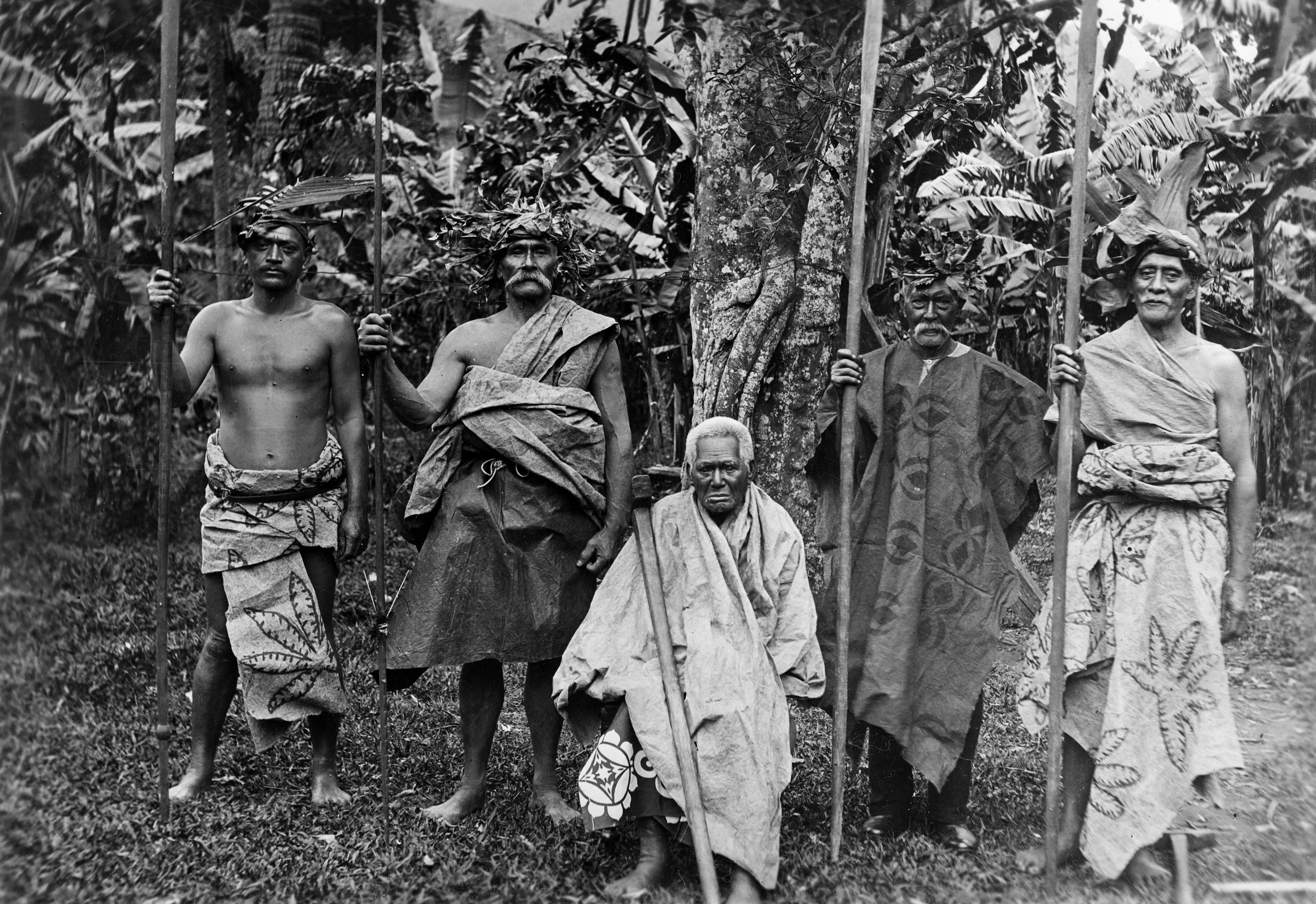
Makea Karika Tavake (accroupi au centre) avec d'autres membres de la tribu)

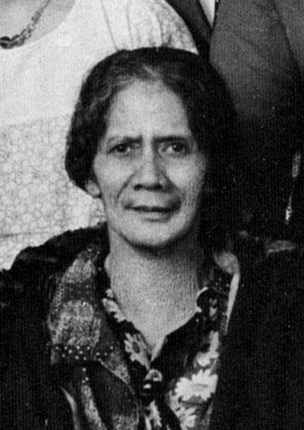
Makea Karika Takau Tuaraupoko Mokoroa ki Aitu en 1934

- (19/25/21) Makea Te Patua Kino (circa 1750) a pour seconde épouse Pouna avec qui il aura quatre enfants, Keu, Tautu, Paenui et Kao[2]. L'aîné Keu lui succède au titre[3]
- (20/26/22) Makea Keu
- (21/27/23) Makea Tekao il abdique en 1823, laissant le titre à son fils
- (22/28/24) Makea Karika est le fils de Makea Tekao et d'une certaine Ngataraiau
- (23/29/25) Makea Pa est le fils de Makea Karika
- (24/30/26) Makea Karika Tuaivi Ariki. Il épouse Te Upoko o nga ariki[4]
- (25/31/27) Makea Karika Tavake est le fils de Makea Karika Tuaivi. Il épouse Matiroeroe Papai
- (26/32/28) Makea Karika Takau Tuaraupoko Mokoroa ki Aitu est la fille de Tavake. Elle décède en 1942
- (27/33/29) Makea Karika George Pa est né le 1er août 1893. Il épouse en 1915 Ngapoko Wilson. Vétéran de l’ANZAC , il hérite du titre en 1942. Sa fille aînée Margaret lui succède à son décès en 1949
- (28/34/30) Makea Karika Takau Margaret Ariki, ariki en titre